# DAF 66
El DAF 66 era un petit vehicle de motor produït per la companyia neerlandesa DAF en els anys 70. Va substituir el DAF 55 i, com el seu predecessor, portava un motor Renault de 4 cilindres.
La divisió d'automòbils de DAF va ser comprada per Volvo Cars i el model va ser anomenat Volvo 66.